# Humac (Ljubuški, BiH)
Humac je naseljeno mjesto u gradu Ljubuškom, Federacija BiH, BiH.

## Stanovništvo

### Popisi 1971. – 1991.
| Humac              |                |                |                |
| godina popisa      | 1991.          | 1981.          | 1971.          |
| Hrvati             | 1533 (97,51 %) | 1255 (98,12 %) | 1163 (98,39 %) |
| Muslimani          | 6 (0,38 %)     | 0              | 12 (1,01 %)    |
| Srbi               | 2 (0,12 %)     | 0              | 0              |
| Jugoslaveni        | 5 (0,31 %)     | 19 (1,48 %)    | 0              |
| ostali i nepoznato | 26 (1,65 %)    | 5 (0,39 %)     | 7 (0,59 %)     |
| ukupno             | 1572           | 1279           | 1182           |

### Popis 2013.
| Humac              |                |
| godina popisa      | 2013.          |
| Hrvati             | 2758 (99,39 %) |
| Bošnjaci           | 2 (0,07 %)     |
| Srbi               | 1 (0,04 %)     |
| ostali i nepoznato | 14 (0,50 %)    |
| ukupno             | 2775           |

## Spomenici i znamenitosti
- Humačka ploča – jedan od najstarijih spomenika pismenosti u Bosni i Hercegovini (iz 11. ili 12. stoljeća)
- Rimski vojni logor u Humcu – arheološko nalazište rimskog vojnog logora nastalog najvjerojatnije u 1. stoljeću prije Krista
- Franjevački samostan u Humcu
- Muzej u Humcu, najstariji muzej u Bosni i Hercegovini

## Poznate osobe
- Vjekoslav Luburić (1913. – 1969.), ustaški časnik, zapovjednik sabirnog logora Jasenovac, hrvatski politički aktivist u političkoj emigraciji.